# Рот, Клаудия
Клаудия Бенедикта Рот (нем. Claudia Benedikta Roth; род. 15 мая 1955[…], Ульм, Баден-Вюртемберг) — немецкий политик, с 2001 по 2002, 2004 по 2013 года сопредседатель партии «Союз 90/Зелёные».

## Биография
Мать Клаудии была учительницей, а отец работал стоматологом. Родители Клаудии были католиками, однако со временем вышли из лона церкви ввиду ряда идеологических убеждений. После окончания гимназии Клаудия хотела получить образование и работать в театральной сфере. Для этого она отправляется в Мюнхен, но проучившись два семестра, бросает учёбу. После этого Клаудия непродолжительное время работает в театрах Меммингена, Дортмунда, Унна. В 1982—1984 годах Рот была менеджером рок-группы Ton Steine Scherben.

## Политическая деятельность
В 1971—1990 годах Клаудия Рот являлась членом «Молодых демократов». В 1985—1989 годах Рот работала пресс-секретарём парламентской группы зеленых. В 1987 году Клаудия Рот вступила в партию Зелёных. В 1989—1998 годах Клаудия Рот являлась депутатом Европейского парламента и в 1994—1998 годах возглавляла фракцию зеленых. Рот работала в Европарламенте в комитете по внутренним делам и гражданским свободам и в комитете по иностранным делам. Кроме того, она была вице-президентом парламентского комитета Турция-ЕС. В 1994 году парламент принял её предложение о признании равных прав для гомосексуалов. Другой задачей её работы была борьба за права курдского меньшинства в Турции.
В 1998 году Клаудия Рот впервые была избрана в бундестаг, где занимала должность председателя комитета по правам человека и гуманитарной помощи.
В 2001 году Клаудия Рот была избрана сопредседателем Партии зелёных и передала свой депутатский мандат Геральду Хефнеру. В 2002 году Рот вновь входит в состав бундестага, где работает в комитете по иностранным делам и подкомитете по Организации Объединённых Наций.
С марта 2003 по октябрь 2004 года Рот была уполномоченным представителем федерального правительства по правам человека и гуманитарной помощи при втором кабинете Герхарда Шрёдера.
23 мая 2003 года прошёл партийный референдум по вопросу о возможности совмещать должности сопредседателя партии и депутата бундестага. Большинство участников референдума высказалось за то, чтобы разрешить сопредседателю партии иметь депутатский мандат.
В октябре 2004 года Клаудия Рот с результатом 77,8 % голосов была переизбрана на посту сопредседателя партии Союз 90/Зелёные. Рот была переизбрана 2 декабря 2006 года с результатом 66 %, 15 ноября 2008 года с результатом 82,7 % и 20 ноября 2010 года с результатом 79,3 % голосов.
Клаудия Рот — абсолютный рекордсмен среди сопредседателей партии Союз 90/зелёные по времени руководства ею.
Клаудия Рот также известна своим личным участием в демонстрациях за терпимость к гомосексуалам — гей-параде в Варшаве и Christopher Street Day в Дрездене. Клаудия Рот являлась членом Попечительского совета чемпионата мира по футболу среди женщин 2011. Кроме того, она является членом Немецкой академии футбола.
9 сентября 2020 года взяла шефство над Марией Колесниковой, белорусской активисткой и политической заключённой.